# Backfirewall
Backfirewall es un videojuego de 2023 desarrollado por el estudio independiente suizo Naraven y publicado por All in! Games. Descrito como una "tragicomedia ambientada dentro de tu teléfono inteligente", el juego es un juego de aventuras y rompecabezas en el que los jugadores atraviesan niveles para sabotear un teléfono inteligente y evitar que su sistema operativo se actualice. Tras su lanzamiento, Backfirewall recibió críticas positivas de los críticos, con elogios dirigidos a la narrativa, el diseño de los rompecabezas y la ambientación del juego.

## Gameplay
Backfirewall es un juego de rompecabezas en el que el jugador completa niveles completando una serie de objetivos enumerados, que abrirán una puerta al siguiente nivel.  Los objetivos consisten en manipular el entorno del juego para contradecir una lista de condiciones establecidas sobre el estado del nivel y sus objetos, como el número y ubicación de ciertos objetos y el funcionamiento de ciertas máquinas.  Para ello, el jugador utiliza una serie de "comandos" que afectan el entorno del juego, incluida la función "eliminar", que permite a los jugadores eliminar objetos en el nivel, y la función "inversa", que invierte el efecto de la gravedad en un objeto. Además, el jugador puede cambiar el color de los objetos usando la función "código de color" para permitirles comportarse de una manera diferente, y puede duplicar elementos usando la función "duplicar". Usando estos poderes, el jugador interactúa con los objetos del nivel, incluida la eliminación o activación de cajas, palancas, ascensores y puertas. Se puede acceder periódicamente a sugerencias y soluciones dentro del juego consultando a OS9 o a un pato de goma, quien proporcionará detalles sobre los objetivos.

## Trama
Ubicado dentro del software para un teléfono móvil, el reproductor asume el papel de un asistente de actualización que se prepara para actualizar el sistema operativo de OS9 a OS10. El jugador se encuentra con OS9, quien niega el bajo rendimiento del móvil y descubre que serán destruidos como parte de la actualización. El reproductor trabaja con OS9 para investigar el sistema y evitar que se realice la actualización. El jugador viaja a través de los distintos componentes del teléfono, incluida la RAM, la GPU y la batería, y se encuentra con las aplicaciones y el software que funcionan en esos componentes a lo largo del camino.

## Desarrollo y lanzamiento
Backfirewall fue el segundo juego desarrollado por el desarrollador independiente suizo Naraven Games, un estudio desarrollado dirigido por mujeres y fundado por Adriana de Pesters y Julia Jean, con Lucie Robert liderando el diseño del juego. Los desarrolladores declararon que su motivación para el juego era crear un juego de aventuras narrativo sobre los "teléfonos inteligentes que usamos sin pensar dos veces en las aplicaciones y el software que contienen", citando las películas de Pixar como una influencia para la personificación de los elementos cotidianos. Naraven Games lanzó un avance del juego en el PC Gaming Show en junio de 2022  y lanzó un avance en el Future Games Show en agosto.

## Recepción
Backfirewall recibió críticas "generalmente favorables", según el agregador de reseñas Metacritic. Los críticos describieron el sistema de acertijos y pistas como intuitivo y variado. Softpedia elogió la variedad de acertijos "complejos" del juego, destacando el desafío del juego, la introducción gradual de la mecánica del juego y la inclusión de un sistema de pistas.  Multiplayer.it encontró que la mecánica del juego estaba "bien explicada" y los acertijos eran "entretenidos sin ser nunca repetitivos". Screen Rant describió los acertijos del juego como "cortos y simples" y el sistema de pistas como "bien diseñado", aunque señaló que la provisión de soluciones en el sistema puede "anular el objetivo" de los acertijos. 
El concepto y la escritura del juego recibieron elogios. Multiplayer.it describió la escritura del juego como un juego "reflexivo" que "te hará repensar la relación que tienes con la tecnología", caracterizando los temas del juego como una crítica al uso por parte del sector tecnológico de la obsolescencia programada, las violaciones de la privacidad de los usuarios y la obstrucción de derechos de reparación.  The Games Machine describió de manera similar el juego como "bien escrito" y desarrollado con "inteligencia y gusto". Screen Rant encontró que el juego presentaba una historia "única" que era "emocionalmente inteligente e inteligente", destacando el "ingenio sarcástico y la sinceridad" del narrador del juego.  Sin embargo, Softpedia comentó que el "kilometraje del jugador puede variar" según el humor del juego, y considera que "puede parecer que se está esforzando demasiado". 
Las críticas fueron en su mayoría positivas sobre los gráficos y el diseño ambiental del juego. The Games Machine consideró que el juego era "imaginativo" y una "representación inspirada y colorida del entorno de TI". Screen Rant describió el juego como "cuidadosamente diseñado" y que presenta un "mundo sorprendentemente inmersivo lleno de vida y detalles". Por el contrario, Softpedia escribió que la presentación visual del juego tenía un "atractivo limitado" y que el diseño de los entornos del juego no "tenía mucho sentido". 